# Terdeghem
Terdeghem [tɛʁdəɡɛm] est une commune française relevant du département du Nord et de la  région Hauts-de-France, située dans le Houtland au sein du Westhoek français.
La commune fait partie de la communauté de communes de Flandre intérieure, CCFI.

## Géographie

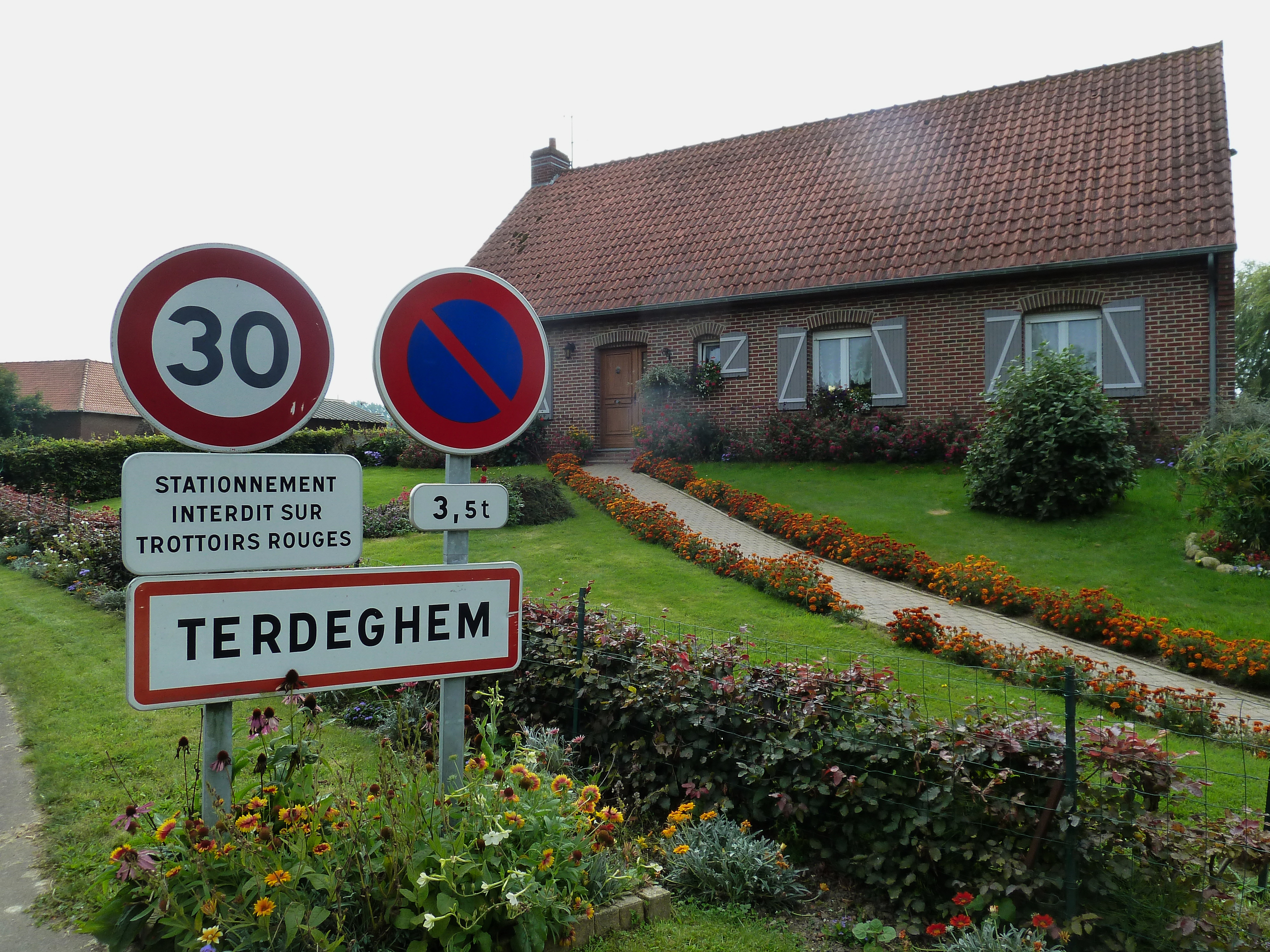
Entrée de Terdeghem

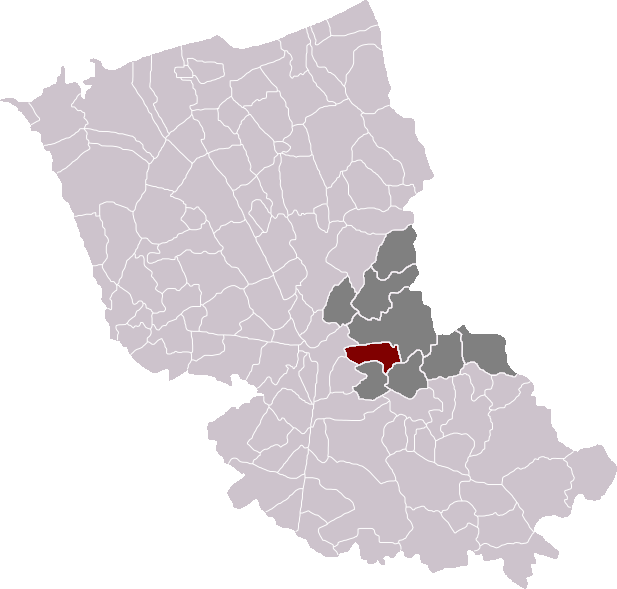
Terdeghem dans son canton et son arrondissement

### Situation
Situé au pied du mont des Récollets, sur la rivière de l'Ey Becque, à 8,6 km d'Hazebrouck, 10,5 km de Wormhout, 24 km de Nieppe et 30 km de Bray-Dunes.

### Communes limitrophes
| Hardifort | Winnezeele             | Steenvoorde |
| Cassel    | Terdeghem              | Steenvoorde |
| Oxelaëre  | Saint-Sylvestre-Cappel | Eecke       |

### Hydrographie

#### Réseau hydrographique
La commune est située dans le bassin Artois-Picardie. Elle est drainée par l'Ey Becque, la moè Becque, la Steenmeulen, la Terdeghem, la Wagen Brugge et le Château Balloy,,.
L'Ey Becque, d'une longueur de 19 km, prend sa source dans la commune de Saint-Sylvestre-Cappel et se jette  dans l'Yser en limite d'Houtkerque et de la frontière belge, après avoir traversé cinq communes. Les caractéristiques hydrologiques de l'Ey Becque sont données par la station hydrologique située sur la commune. Le débit moyen mensuel est de 0,277 m3/s. Le débit moyen journalier maximum est de 6,170 6 novembre 20 238,9 m3/s, atteint le même jour.

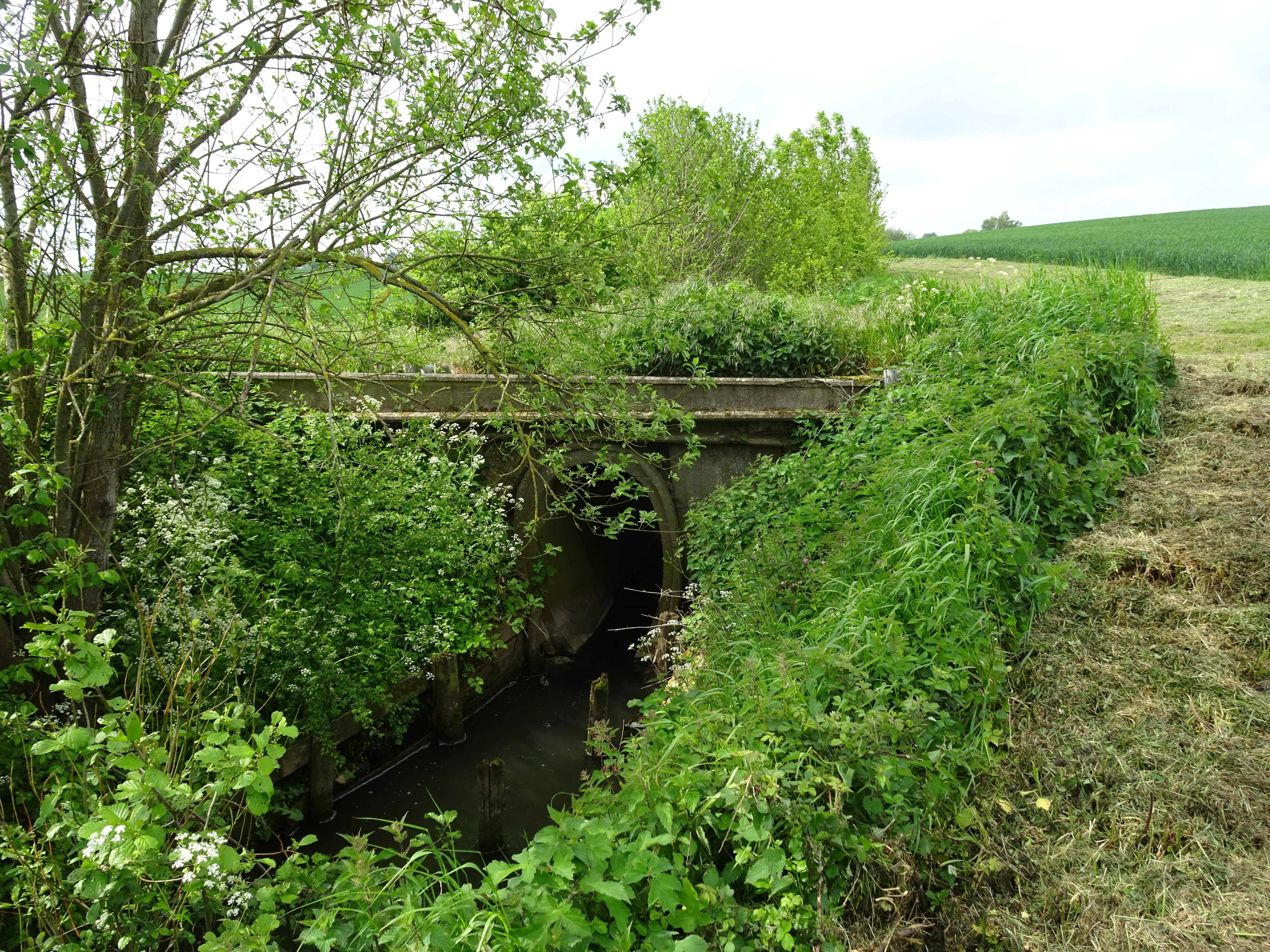
Terdeghem la Moe Becque
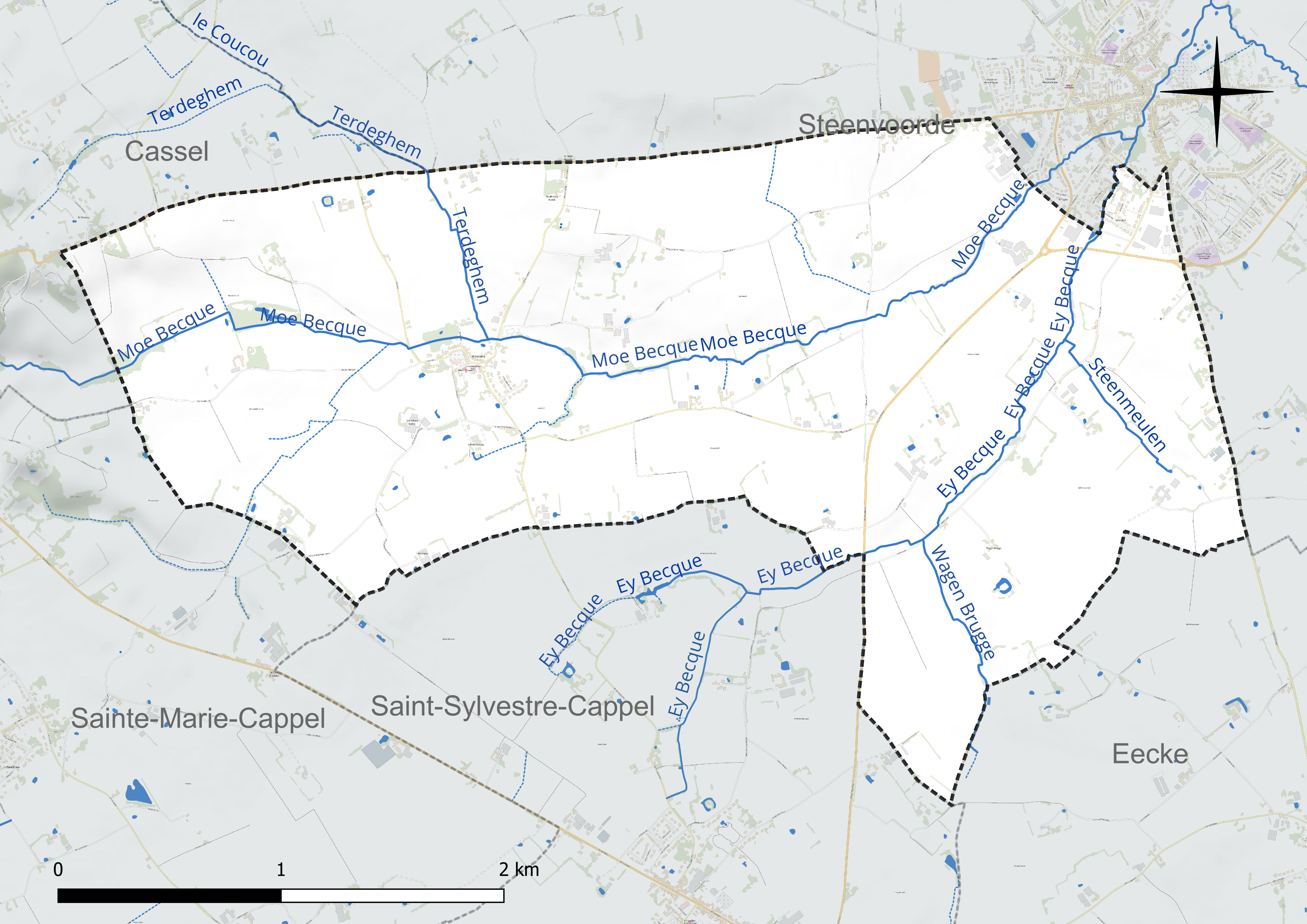
Réseau hydrographique de Terdeghem.

#### Gestion et qualité des eaux
Le territoire communal est couvert par le schéma d'aménagement et de gestion des eaux (SAGE) « Yser ». Ce document de planification concerne un territoire de 381 km2 de superficie, délimité par le bassin versant de l'Yser en France. Le périmètre a été arrêté le 8 novembre 2005 et le SAGE proprement dit a été approuvé le 30 novembre 2016. La structure porteuse de l'élaboration et de la mise en œuvre est l'Union syndicale d'aménagement hydraulique du Nord (USAN). 
La qualité des cours d'eau peut être consultée sur un site dédié géré par les agences de l'eau et l'Agence française pour la biodiversité. 

### Climat
Pour des articles plus généraux, voir Climat des Hauts-de-France et Climat du Nord.
En 2010, le climat de la commune est de type climat océanique altéré, selon une étude du CNRS s'appuyant sur une série de données couvrant la période 1971-2000. En 2020, Météo-France publie une typologie des climats de la France métropolitaine dans laquelle la commune est exposée à un climat océanique et est dans la région climatique  Côtes de la Manche orientale, caractérisée par un faible ensoleillement (1 550 h/an) ; forte humidité de l'air (plus de 20 h/jour avec humidité relative > 80 % en hiver), vents forts fréquents.
Pour la période 1971-2000, la température annuelle moyenne est de 10,4 °C, avec une amplitude thermique annuelle de 13,9 °C. Le cumul annuel moyen de précipitations est de 767 mm, avec 13,1 jours de précipitations en janvier et 8,5 jours en juillet. Pour la période 1991-2020, la température moyenne annuelle observée sur la station météorologique la plus proche, située sur la commune de Steenvoorde à 3 km à vol d'oiseau, est de 11,2 °C et le cumul annuel moyen de précipitations est de 727,8 mm,. Pour l'avenir, les paramètres climatiques de la commune estimés pour 2050 selon différents scénarios d'émission de gaz à effet de serre sont consultables sur un site dédié publié par Météo-France en novembre 2022.
| Mois                                  | jan.           | fév.           | mars          | avril         | mai           | juin          | jui.          | août          | sep.          | oct.          | nov.          | déc.          | année      |
| ------------------------------------- | -------------- | -------------- | ------------- | ------------- | ------------- | ------------- | ------------- | ------------- | ------------- | ------------- | ------------- | ------------- | ---------- |
| Température minimale moyenne (°C)     | 2,2            | 2              | 3,5           | 5,7           | 8,8           | 11,6          | 13,5          | 13,5          | 11,6          | 9,2           | 5,5           | 2,9           | 7,5        |
| Température moyenne (°C)              | 4,5            | 4,7            | 7             | 10,4          | 13,3          | 16,2          | 18,5          | 18,2          | 16            | 12,5          | 8,1           | 5,2           | 11,2       |
| Température maximale moyenne (°C)     | 6,8            | 7,3            | 10,5          | 15            | 17,8          | 20,8          | 23,5          | 22,9          | 20,4          | 15,7          | 10,6          | 7,5           | 14,9       |
| Record de froid (°C) date du record   | −10,9 16.01.13 | −13,4 04.02.12 | −6,8 04.03.05 | −2,6 07.04.13 | 1 01.05.21    | 4,9 01.06.06  | 7,4 31.07.15  | 7,8 29.08.07  | 3,2 30.09.18  | −0,1 23.10.07 | −4,4 29.11.10 | −9,6 03.12.10 | −13,4 2012 |
| Record de chaleur (°C) date du record | 15,3 01.01.22  | 18,3 24.02.21  | 24,1 31.03.21 | 26,3 19.04.18 | 31,8 27.05.05 | 33,5 27.06.11 | 40,8 25.07.19 | 34,9 07.08.18 | 34,2 09.09.23 | 28,8 01.10.11 | 19,9 07.11.15 | 16,2 31.12.22 | 40,8 2019  |
| Précipitations (mm)                   | 51             | 54             | 49            | 32,6          | 51            | 52,5          | 67,8          | 81,6          | 55            | 70            | 86,5          | 76,8          | 727,8      |

## Urbanisme

### Typologie
Au 1er janvier 2024, Terdeghem est catégorisée bourg rural, selon la nouvelle grille communale de densité à sept niveaux définie par l'Insee en 2022.
Elle est située hors unité urbaine et hors attraction des villes,.

### Occupation des sols
L'occupation des sols de la commune, telle qu'elle ressort de la base de données européenne d'occupation biophysique des sols Corine Land Cover (CLC), est marquée par l'importance des territoires agricoles (97,8 % en 2018), en diminution par rapport à 1990 (99,5 %). La répartition détaillée en 2018 est la suivante : 
terres arables (97,7 %), zones urbanisées (2,2 %). L'évolution de l'occupation des sols de la commune et de ses infrastructures peut être observée sur les différentes représentations cartographiques du territoire : la carte de Cassini (XVIIIe siècle), la carte d'état-major (1820-1866) et les cartes ou photos aériennes de l'IGN pour la période actuelle (1950 à aujourd'hui).

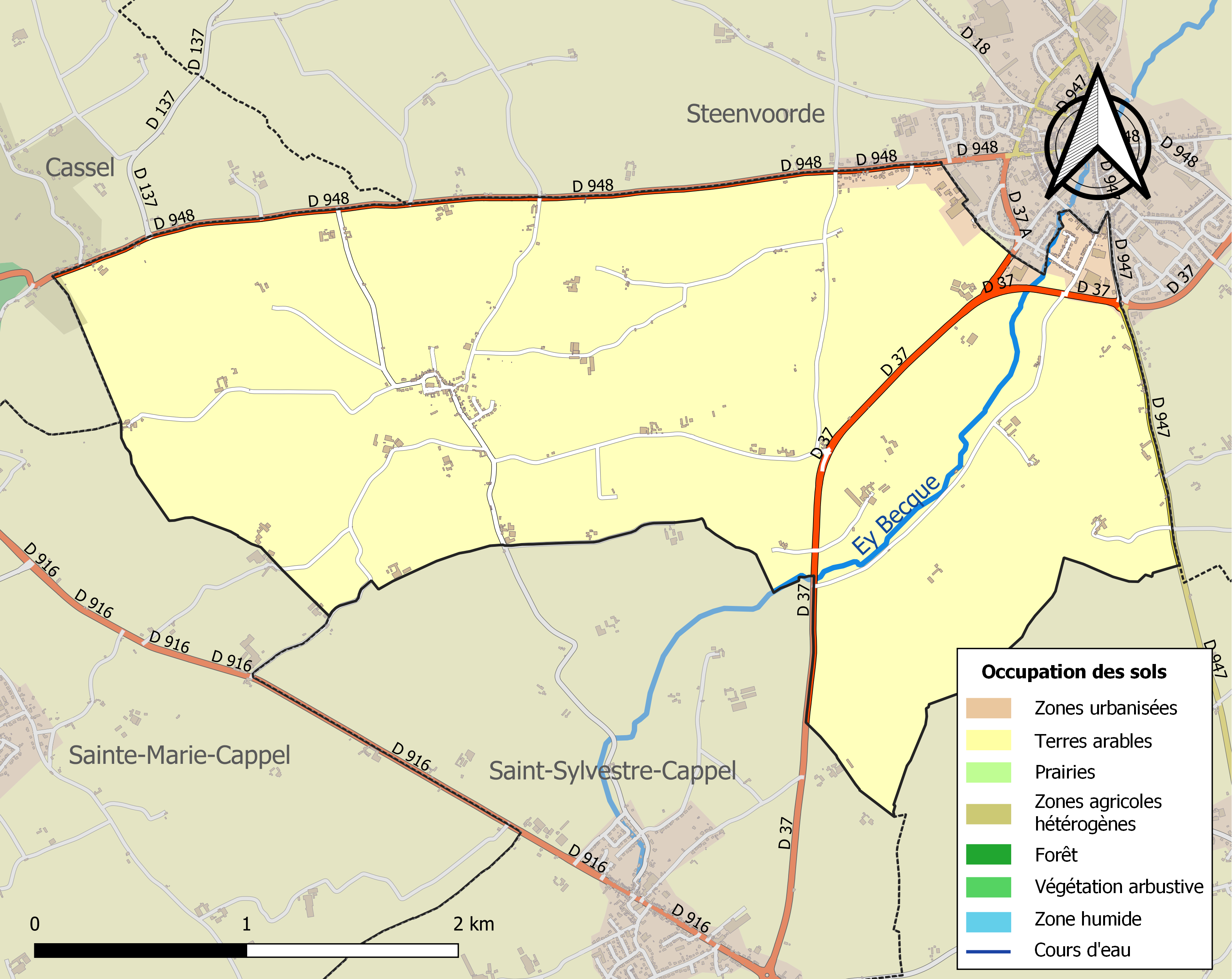
Carte des infrastructures et de l'occupation des sols de la commune en 2018 (CLC).

## Héraldique
| Blason de Terdeghem | Blason  | D'azur à trois jumelles d'or. |
| Blason de Terdeghem | Détails |                               |

## Toponymie
Le nom du village a été retrouvé sous différentes formes au fil du temps : Terdengim (1002), Tertingehem (1038), Terdingehem (1115), Terdengem (1167), Terdighem (1187), Therdeghem (1793), Terdeghem (1802).
Il viendrait d'un anthroponyme germanique, Terdo : Terdinga haim, « habitation des gens de Terdo ».

## Histoire
Elle s'appelle Terdegem en néerlandais, prononcé Tergem en flamand occidental.
La première mention de la cité date de 965, elle groupait plusieurs seigneuries.
Il semble que l'église de Terdeghem, orthographiée Terdinghin, ait été donnée en 1002 à l'abbaye Saint-Pierre de Gand. Mais en 1218, sous le nom de Terdinghem, le patronat de l'église est débattu entre deux abbayes le revendiquant toutes les deux : l'abbaye Saint-Médard d'Andres, et l'abbaye de Beaulieu (Hampshire); il a fallu désigner des arbitres (évêque, abbés d'autres monastères) pour les départager.
Du point de vue religieux, la commune était située dans le diocèse de Thérouanne puis dans le diocèse d'Ypres, doyenné de Cassel.

### Révolution française
Au moment de la Révolution française, le curé de Terdeghem Van Den Bavière, licencié en théologie, est un deux représentants du clergé pour le bailliage de Bailleul à participer aux États généraux de 1789.Il ne reste que quelques mois  aux États Généraux et rentre dans sa paroisse le 6 janvier 1790. Il est remplacé par le curé de Mardyck Palmaert.
Il refuse la constitution civile du clergé. Son « fanatisme » anti-révolutionnaire proviendrait des 18 ans passés comme chapelain en terre autrichienne. En décembre 1790, il refuse de lire les décrets du pouvoir pendant son prêche. Il menace tout acquéreur de bien national (bien appartenant à l'église ou à la noblesse vendu au profit du nouveau pouvoir révolutionnaire). Il refuse de fournir au district d'Hazebrouck les documents relatifs aux propriétés de sa cure.
Il émigre en juin 1791 (Émigration française (1789-1815) et meurt à Bruges le 7 avril 1815.

### Après la Révolution française
En 1895, avant le développement de l'automobile, et à l'époque des petits trains dans les campagnes, une voie ferrée relie Hondschoote à Hazebrouck, via Rexpoëde, Bambecque, Herzeele, Winnezeele, Steenvoorde, Terdeghem, Saint-Sylvestre-Cappel, Hondeghem, Weke-Meulen. Le trajet dure 1h35, trois trains circulent par jour dans les deux sens. De Rexpoëde, une autre ligne mène à Bergues.

## Politique et administration
Maire de 1802 à 1807 : Bruneel,.
| Période                                  | Période           | Identité                             | Étiquette | Qualité                                     |
| ---------------------------------------- | ----------------- | ------------------------------------ | --------- | ------------------------------------------- |
| 1854                                     | 1854              | A. Deschodt                          |           |                                             |
| avant 1861                               | 14 septembre 1869 | François Augustin Alexandre Deschodt |           | Propriétaire, mort en cours de mandat       |
| 1870                                     | 1870              | Frédéric Fidèle Colpaert             |           |                                             |
| 1870                                     |                   | Fidèle Joseph Boone                  |           |                                             |
| 1883                                     | 1883              | Joseph Boone                         |           |                                             |
| 1887                                     | 1889              | Joseph Boone                         |           |                                             |
| 1900                                     | 1901              | Frédéric Colpaert                    |           |                                             |
| 1902                                     | 1914              | L. Dequidt                           |           |                                             |
| 1922                                     | 1939              | Louis Balloy                         |           |                                             |
| 1951                                     | 1959              | A. Seysen                            |           |                                             |
| 1959                                     | 1983              | Roger Rœls                           |           |                                             |
| 1983                                     | 2020              | Irène Wypelier-Visticot              |           |                                             |
| juin 2021                                | 2026              | Virginie Delestré                    |           | remplace Bernard BEUN (juin 2020-juin 2021) |
| Les données manquantes sont à compléter. |                   |                                      |           |                                             |

## Population et société

### Démographie

#### Évolution démographique
L'évolution du nombre d'habitants est connue à travers les recensements de la population effectués dans la commune depuis 1793. Pour les communes de moins de 10 000 habitants, une enquête de recensement portant sur toute la population est réalisée tous les cinq ans, les populations de référence des années intermédiaires étant quant à elles estimées par interpolation ou extrapolation. Pour la commune, le premier recensement exhaustif entrant dans le cadre du nouveau dispositif a été réalisé en 2007.

En 2022, la commune comptait 518 habitants, en évolution de −5,47 % par rapport à 2016 (Nord : +0,51 %, France hors Mayotte : +2,11 %).
| 1793 | 1800 | 1806 | 1821 | 1831 | 1836 | 1841 | 1846 | 1851 |
| ---- | ---- | ---- | ---- | ---- | ---- | ---- | ---- | ---- |
| 778  | 709  | 718  | 623  | 575  | 624  | 591  | 592  | 604  |

| 1856 | 1861 | 1866 | 1872 | 1876 | 1881 | 1886 | 1891 | 1896 |
| ---- | ---- | ---- | ---- | ---- | ---- | ---- | ---- | ---- |
| 593  | 592  | 588  | 615  | 652  | 608  | 632  | 652  | 636  |

| 1901 | 1906 | 1911 | 1921 | 1926 | 1931 | 1936 | 1946 | 1954 |
| ---- | ---- | ---- | ---- | ---- | ---- | ---- | ---- | ---- |
| 640  | 642  | 557  | 557  | 552  | 540  | 510  | 499  | 454  |

| 1962 | 1968 | 1975 | 1982 | 1990 | 1999 | 2006 | 2007 | 2012 |
| ---- | ---- | ---- | ---- | ---- | ---- | ---- | ---- | ---- |
| 399  | 402  | 393  | 455  | 503  | 540  | 524  | 522  | 580  |

| 2017 | 2022 | - | - | - | - | - | - | - |
| ---- | ---- | - | - | - | - | - | - | - |
| 532  | 518  | - | - | - | - | - | - | - |

#### Pyramide des âges
La population de la commune est relativement jeune.
En 2018, le taux de personnes d'un âge inférieur à 30 ans s'élève à 33,8 %, soit en dessous de la moyenne départementale (39,5 %). À l'inverse, le taux de personnes d'âge supérieur à 60 ans est de 26,6 % la même année, alors qu'il est de 22,5 % au niveau départemental.
En 2018, la commune comptait 264 hommes pour 263 femmes, soit un taux de 50,09 % d'hommes, légèrement supérieur au taux départemental (48,23 %).
Les pyramides des âges de la commune et du département s'établissent comme suit.
| Hommes | Classe d’âge | Femmes |
| ------ | ------------ | ------ |
| 0,4    | 90 ou +      | 0,8    |
| 7,3    | 75-89 ans    | 5,8    |
| 19,4   | 60-74 ans    | 19,6   |
| 21,8   | 45-59 ans    | 21,3   |
| 17,1   | 30-44 ans    | 19,0   |
| 15,6   | 15-29 ans    | 12,7   |
| 18,4   | 0-14 ans     | 20,8   |

| Hommes | Classe d’âge | Femmes |
| ------ | ------------ | ------ |
| 0,5    | 90 ou +      | 1,4    |
| 5,3    | 75-89 ans    | 8,1    |
| 14,8   | 60-74 ans    | 16,2   |
| 19,1   | 45-59 ans    | 18,4   |
| 19,5   | 30-44 ans    | 18,7   |
| 20,7   | 15-29 ans    | 19,1   |
| 20,2   | 0-14 ans     | 18     |

## Enseignement
- École primaire

## Lieux et monuments
- Pierre tombale du sergent-major Jean Basile Attuyt, né à Zuytpeene (dép. Nord) le 14 juin 1789, et décédé à Terdeghem (dép. Nord) le 26 juin 1846 :

Entré comme conscrit au 14e de Ligne, le 27 avril 1808.
Caporal le 10 avril 1812, dans le même régiment.
Fourrier le 21 juillet 1812, toujours au même régiment.
Sergent-major le 6 juin 1813.
Rentré dans ses foyers le 27 octobre 1814.
Rappelé le 20 mars 1815.
Passé au 8e Régiment de Voltigeur de la Garde, 1er Bataillon, 4e Compagnie, le 1er juin 1815.
Licencié le 26 septembre 1815.
- Pierres tombales médiévales (Jean HANNERON +1596 et Antoinette LOTTIN +1595)

### Édifices religieux
- Chapelles du XVIIIe, XIXe et XXe siècles.

Église Saint Martin du XIIe, XVIe et XVIIIe siècles.
L'église Saint-Martin de Terdeghem possède la particularité d'avoir été "retournée" en 1883 : l'entrée orientée vers l'ouest est alors passée à l'est et inversement, le chevet est passé à l'ouest. La raison de ces travaux réside dans la position de la tour du clocher, située jusque là, avant le chœur, et dont les piliers massifs gênaient la bonne tenue des célébrations.

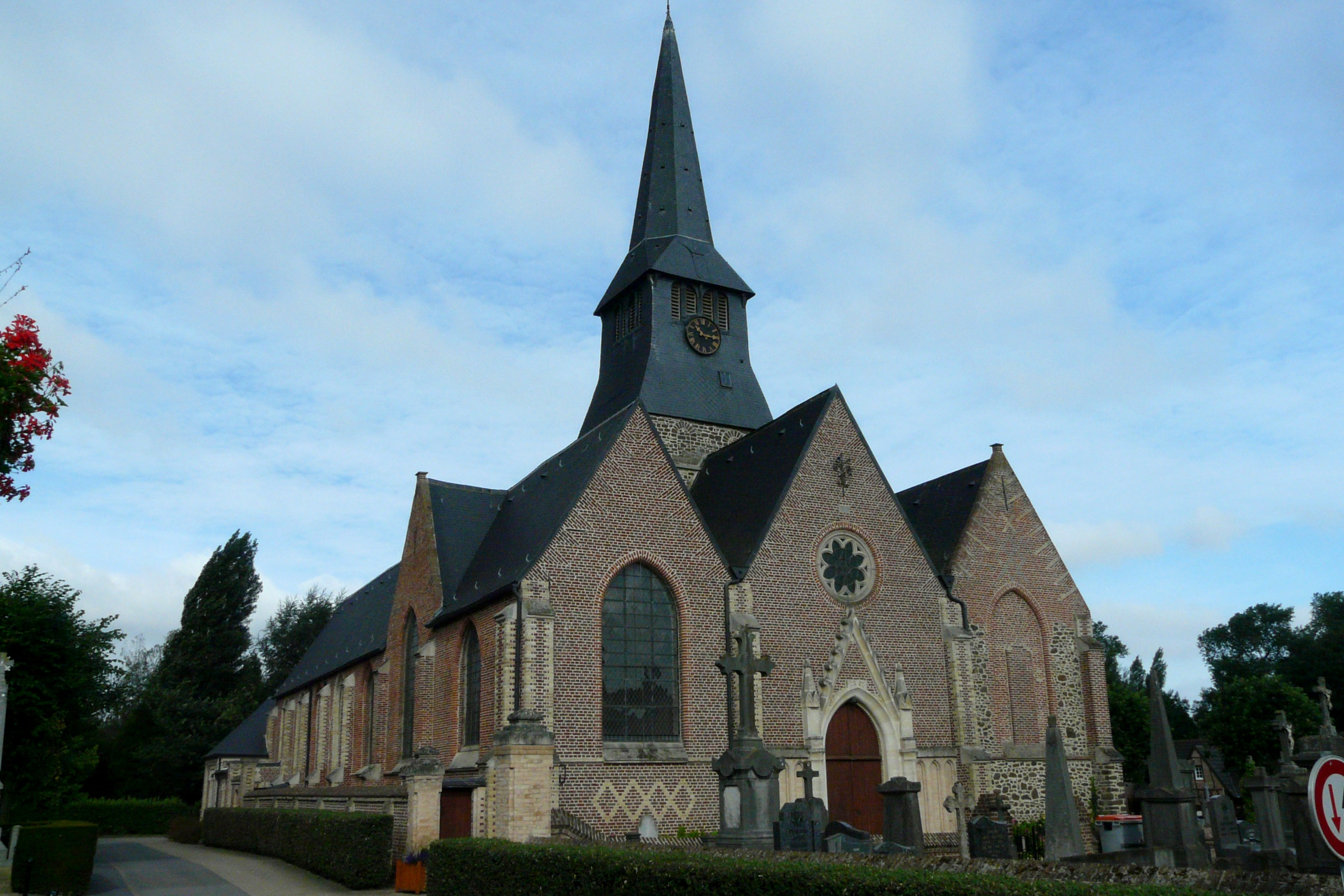
L'église Saint-Martin
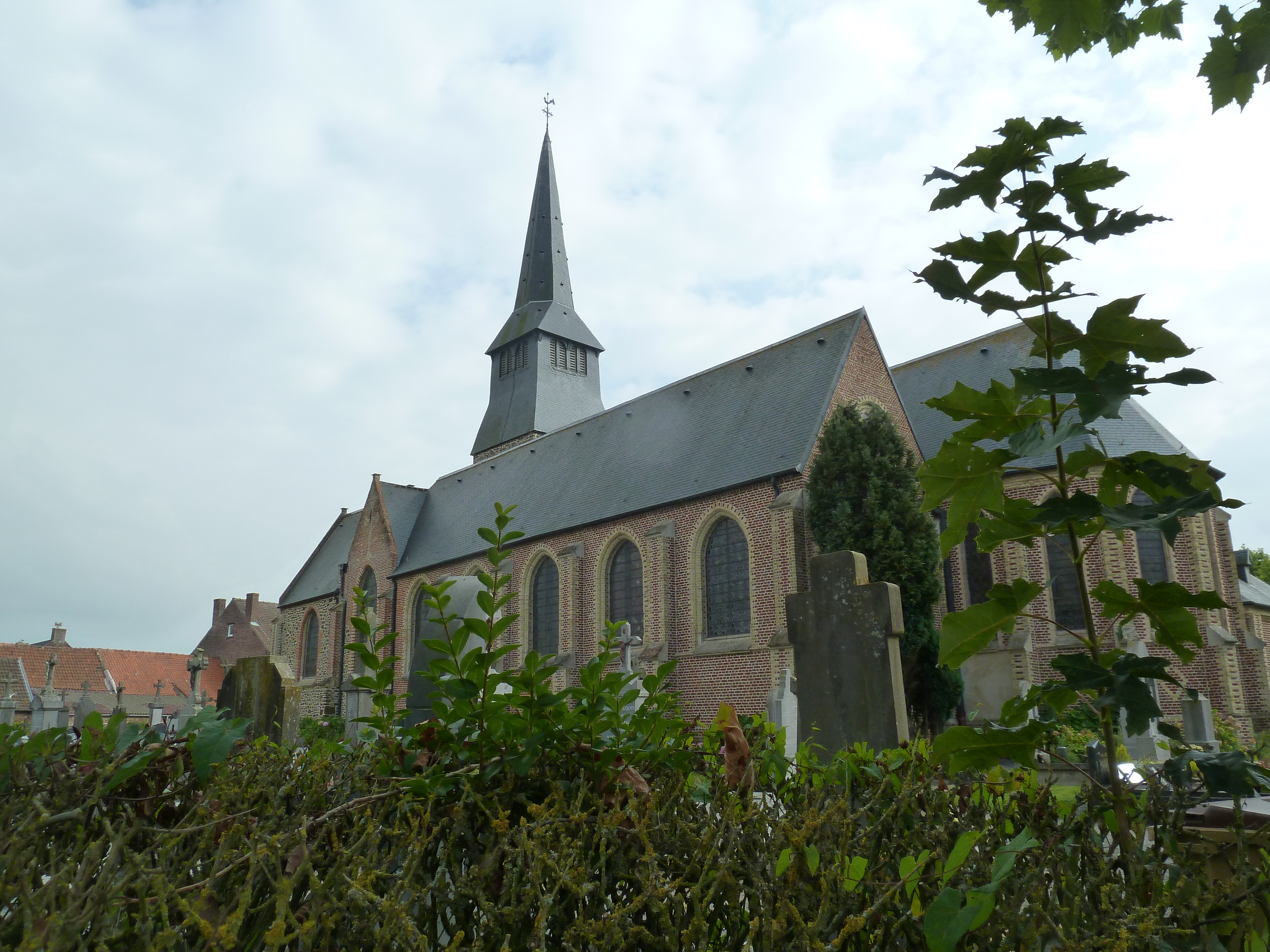
Chevet de l'église Saint-Martin
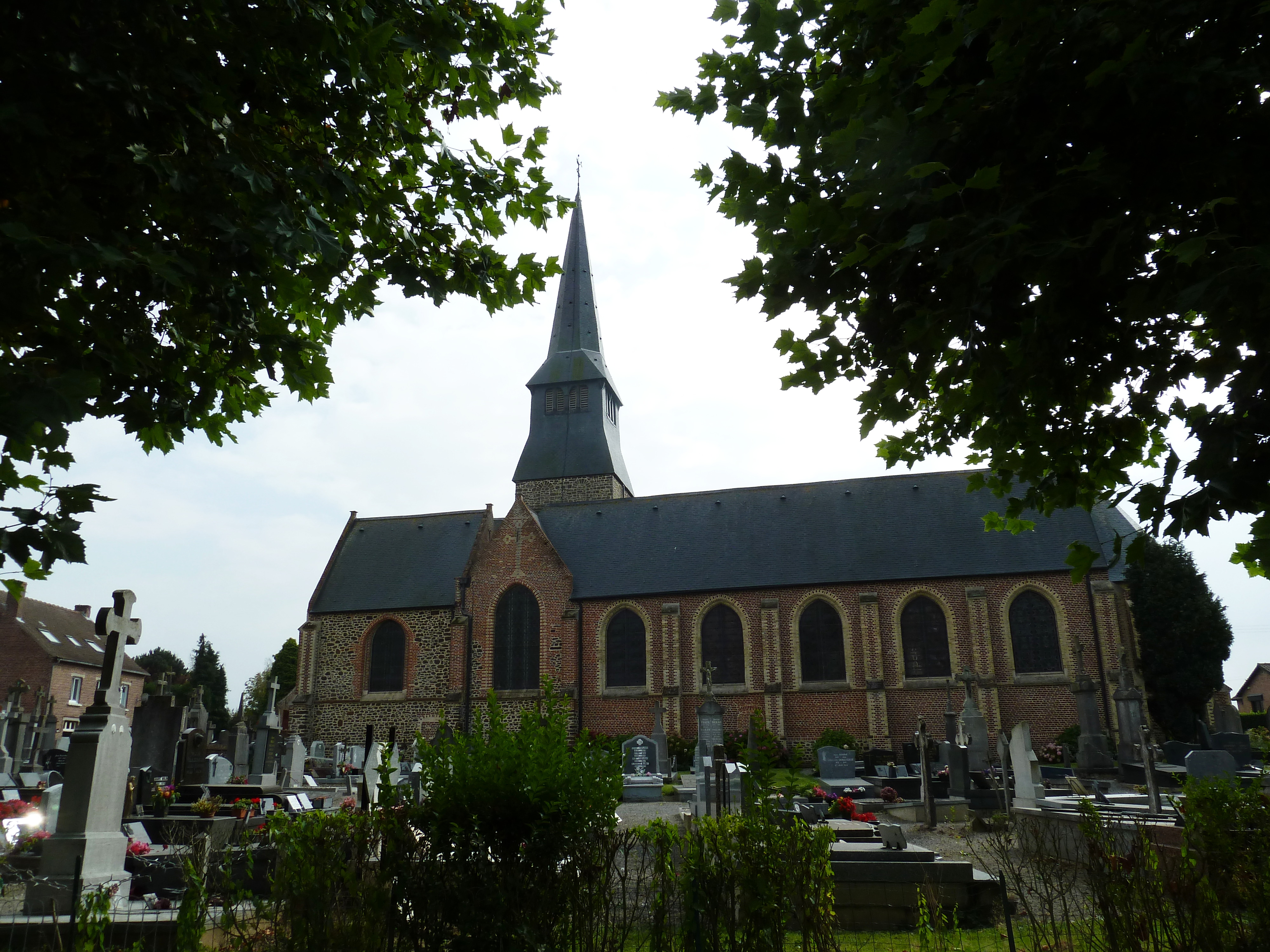
L'église Saint-Martin
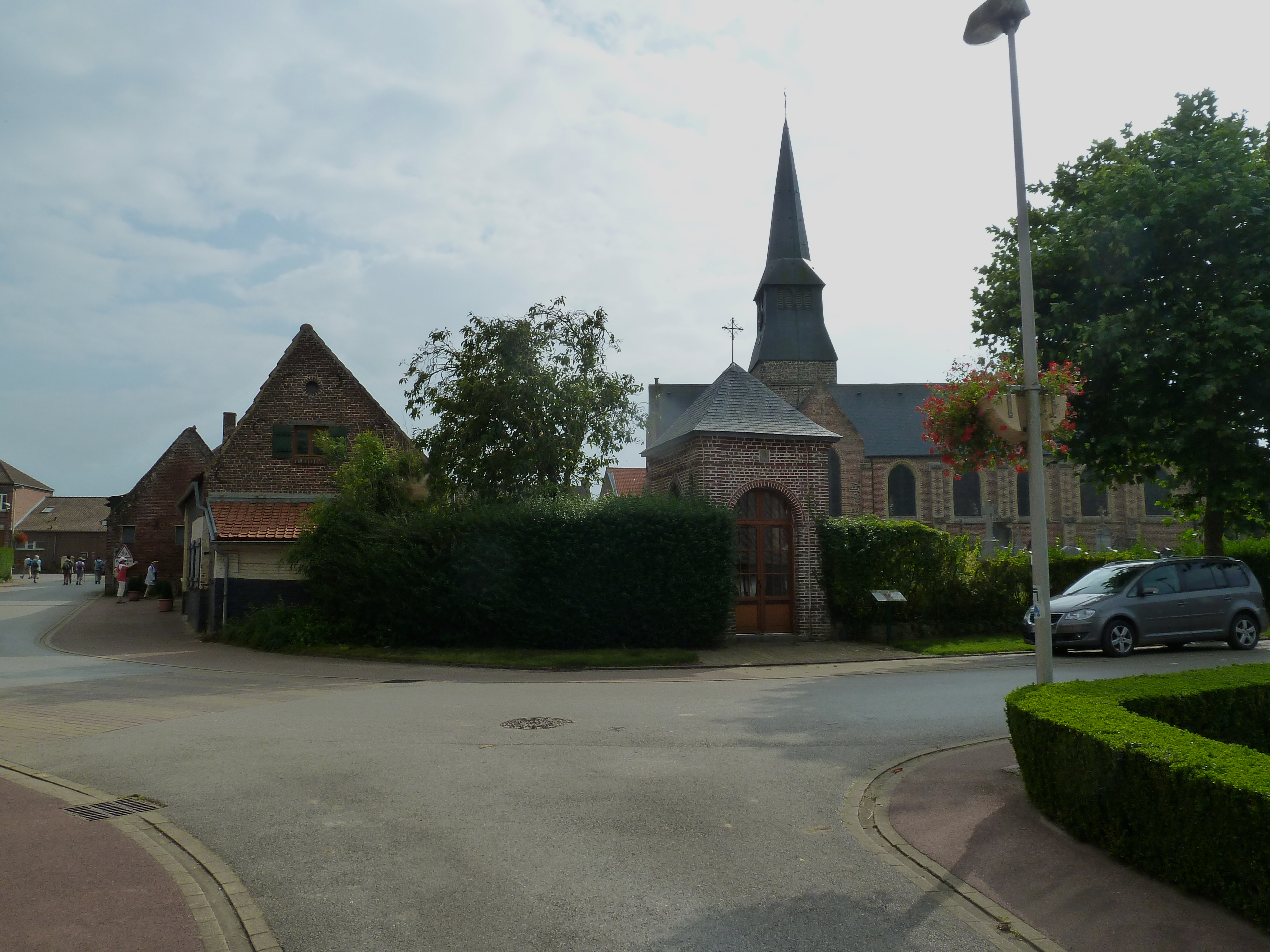
La chapelle au retable

#### L'espace muséal Saint Martin
Depuis 2024, l'association Terdeghem Patrimoine gère l'ancienne chapelle primitive de l'église (à droite dans le hall d'entrée), transformée en espace museal. L'objectif y est de favoriser une expression artistique et culturelle dans le respect du lieu qui l'abrite.
Après l'exposition inaugurale consacrée aux processions, la première saison a pour thème " Rêver petit"

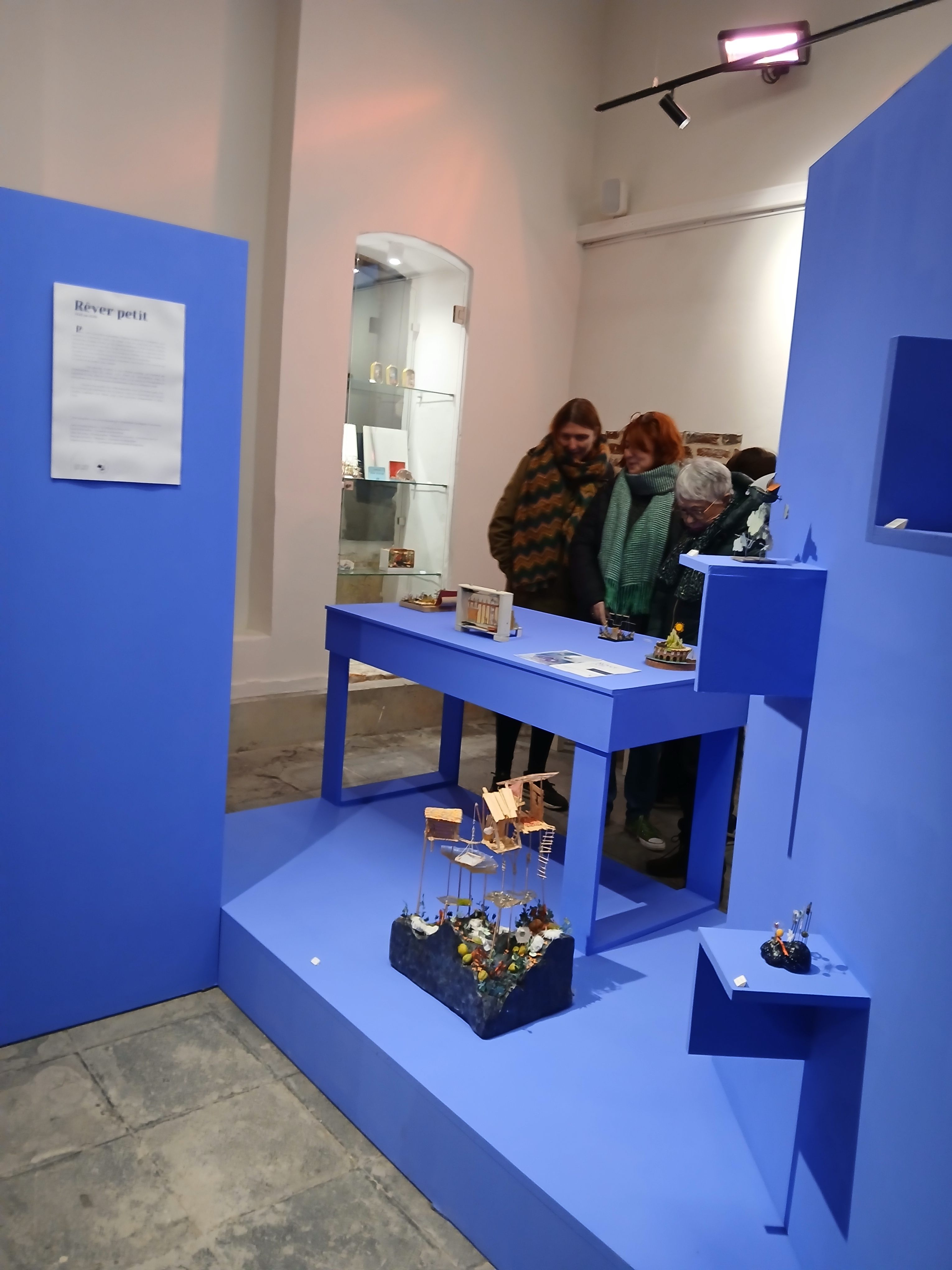
exposition dans l'espace museal

### Les moulins
Terdeghem possède plusieurs moulins :

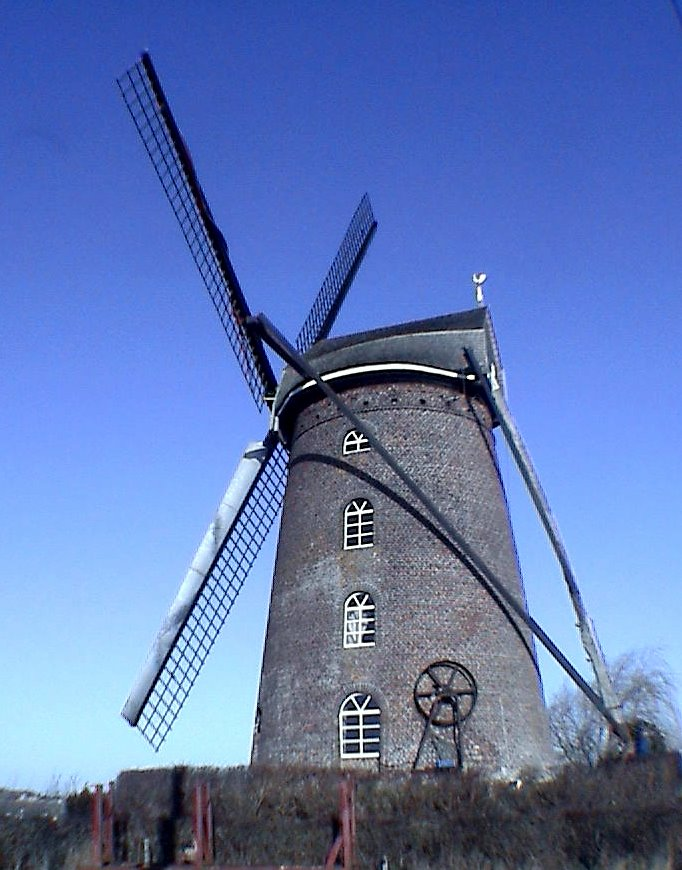
Steenmeulen (Terdeghem)

- Moulin "Saint Arnoult" ou "Steenmeulen", ( MH)[45] ce moulin en briques produit encore de la farine à des fins pédagogiques[46]. Celui-ci est complété par le musée rural du Steenmeulen de Terdeghem qui regroupe des machines anciennes toutes en parfait état de fonctionnement. Elles utilisent diverses formes d'énergie: cheval, vapeur, gaz pauvre, pétrole... témoignant de l'ingéniosité de l'homme. Une houblonnière  reconstituée représente la vie et l'artisanat en Flandres au XIXe siècle
- le Moulin de la "Roome"[47] (du XVIIe siècle) reconstruit en 1995 est de nouveau en activité pour le tourisme, il produit de la farine à l'ancienne (comme son prédécesseur tombé en 1928 lors d'une tempête qui fit chuter un autre moulin quelques kilomètres plus loin),il possède une bluterie pour tamiser la farine, en parfaite fonction il est érigé le long de la voie romaine (d'où son nom) départemental 948 qui va de Cassel à Steenvoorde. Le pivot et l'arbre moteur du moulin furent taillés dans un chêne de la forêt de Nieppe. Il se visite régulièrement le Dimanche sur RDV, voir site internet[48]

Moulin de la Roome
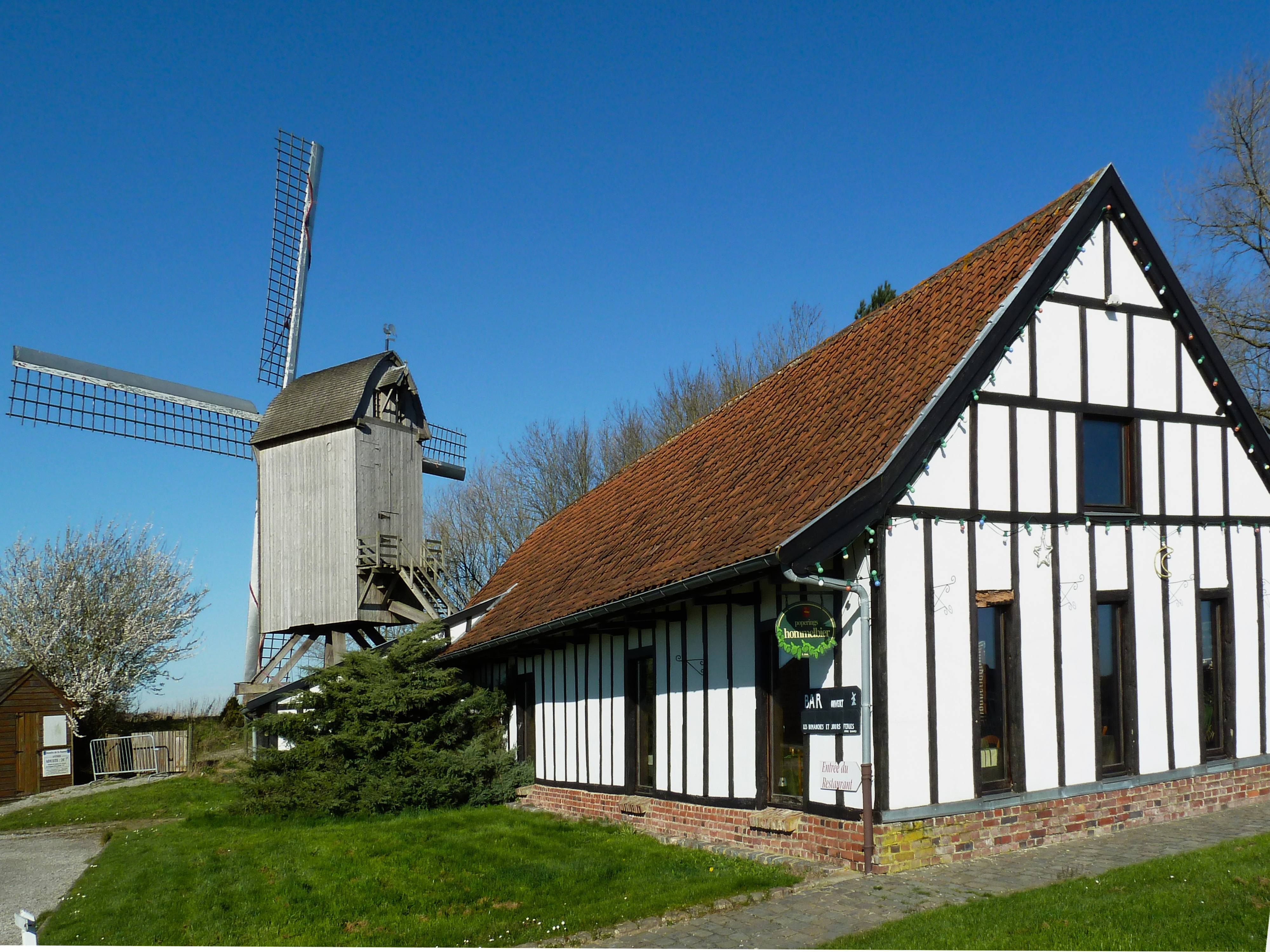
le Moulin de la Roome Pays des Moulins de Flandre,
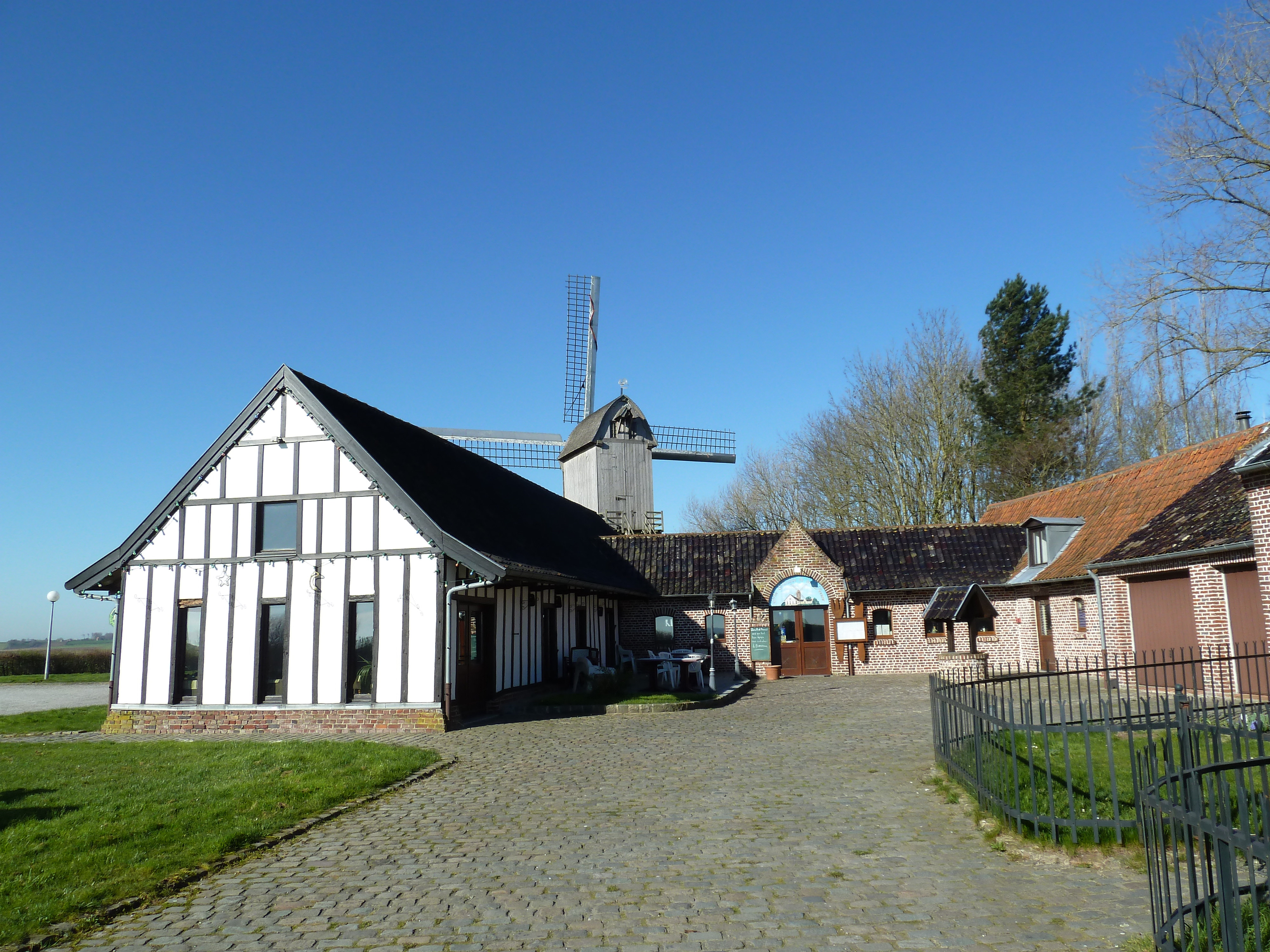
le Moulin de la Roome Pays des Moulins de Flandre,
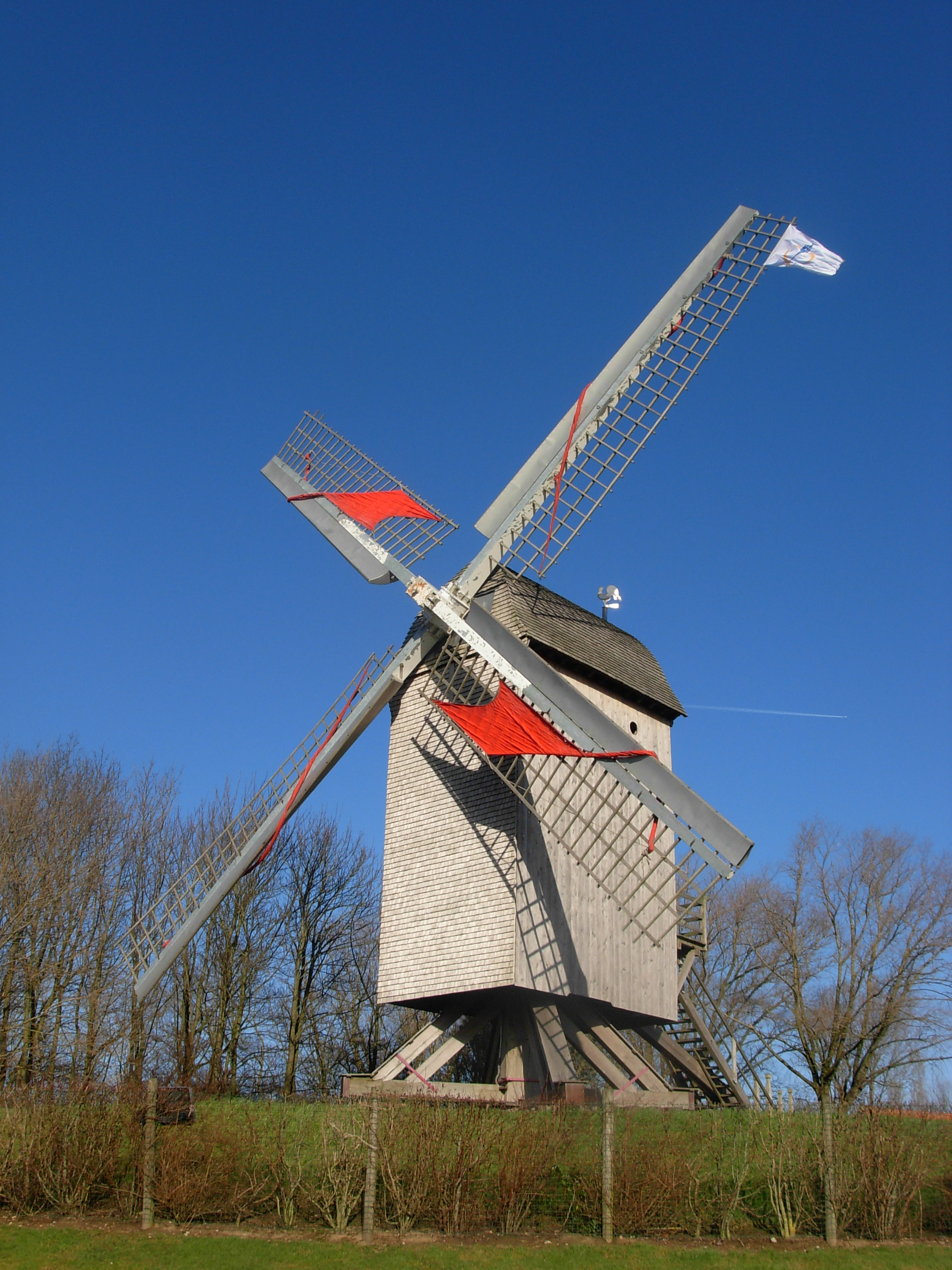
Moulin de la Roome

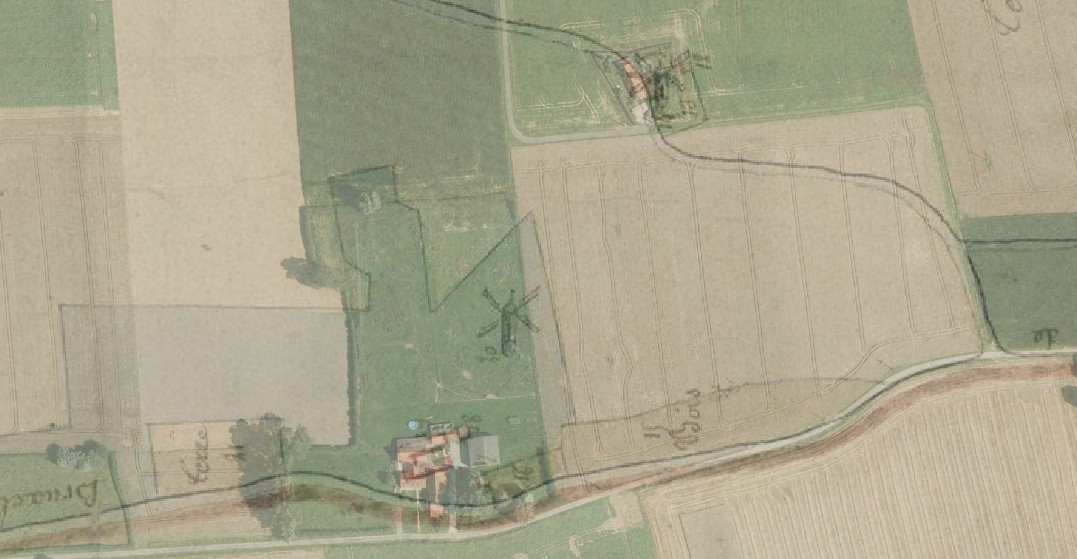
Emplacements des moulins du meulen veld

D'autres moulins aujourd'hui disparus composaient jadis le paysage de Terdeghem. En témoignent par exemple le lieu-dit et le chemin du Meulen Veld (le champ du moulin). Il y avait à cet endroit deux moulins que l'on retrouve encore sur les cartes officielles du XIXe siècle.

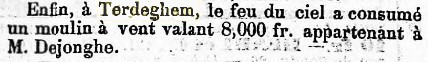
coupure de presse du XIXe siècle

L'un de ces moulins a été foudroyé au XIXe siècle.

### Les châteaux de Terdeghem
Les cartes des Flandres de Mercator et d'Orthélius recensaient déjà au XVIe siècle le château de Terdeghem.
Au XVIIIe siècle (vers 1725) deux seigneurs avaient autorité sur Terdeghem :
- le seigneur de Montigny qui avait sa demeure dite du « grand » Château du XVIe siècle, château « Balloy » remanié au XVIIIe siècle. (1556 sur les fers d'ancrage) et démoli par ses propriétaires en 2015.
- le seigneur (de Beauffort) de Terdeghem avait sa demeure au « petit » Château, dit aussi le manoir, datant du XVIIe siècle (1622 sur une poutre et 1625 sur le pignon). Le blason actuel de Terdeghem provient des armoiries de la famille de Beauffort.
- le château Breda datant du XVIIIe siècle est situé dans la partie ouest de la commune de Terdeghem, en haut de la rue Carnot, dans l'agglomération de Steenvoorde.

### Autres lieux

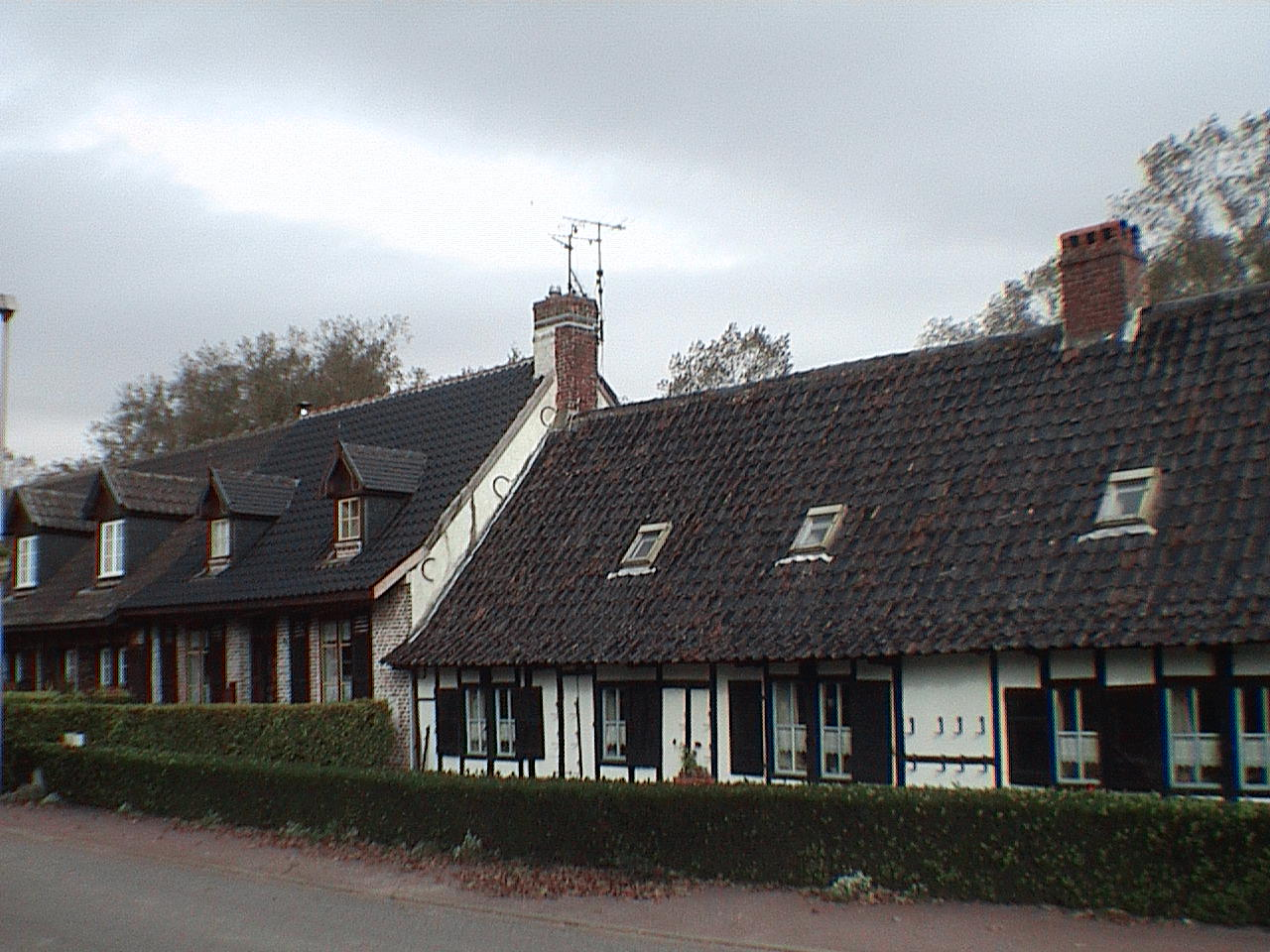
Les maisons du village
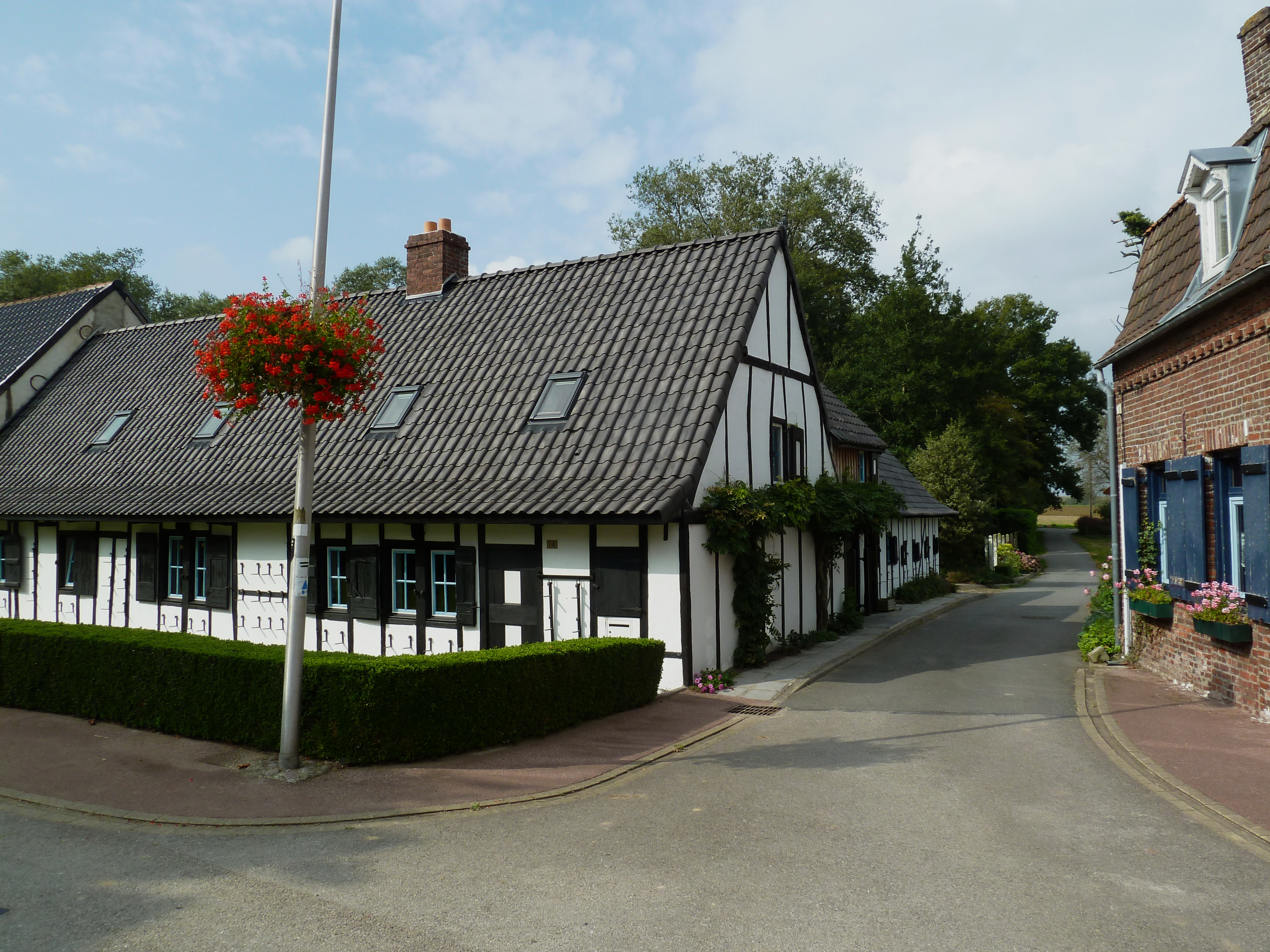
les pittoresques maisons
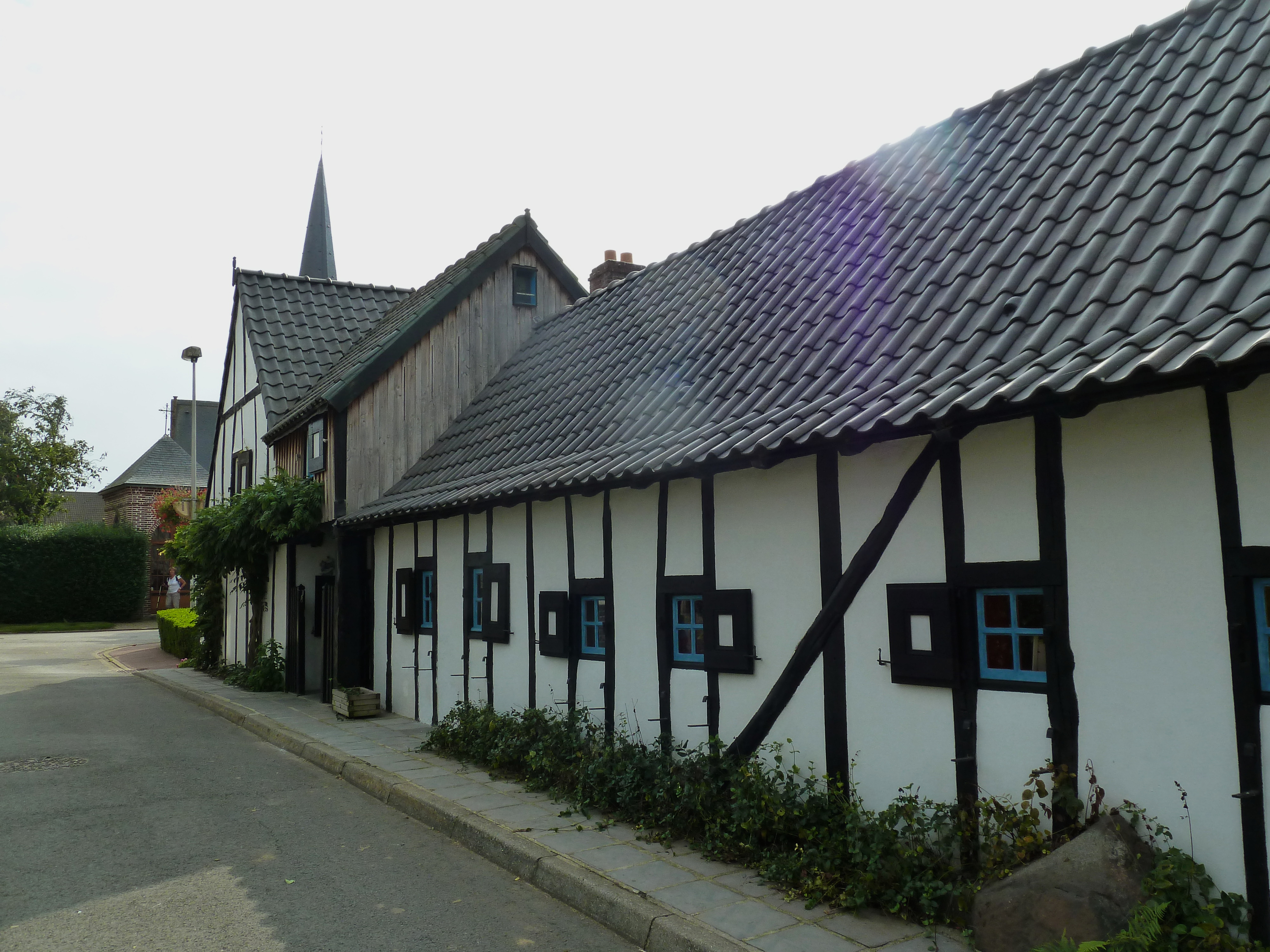
les pittoresques maisons
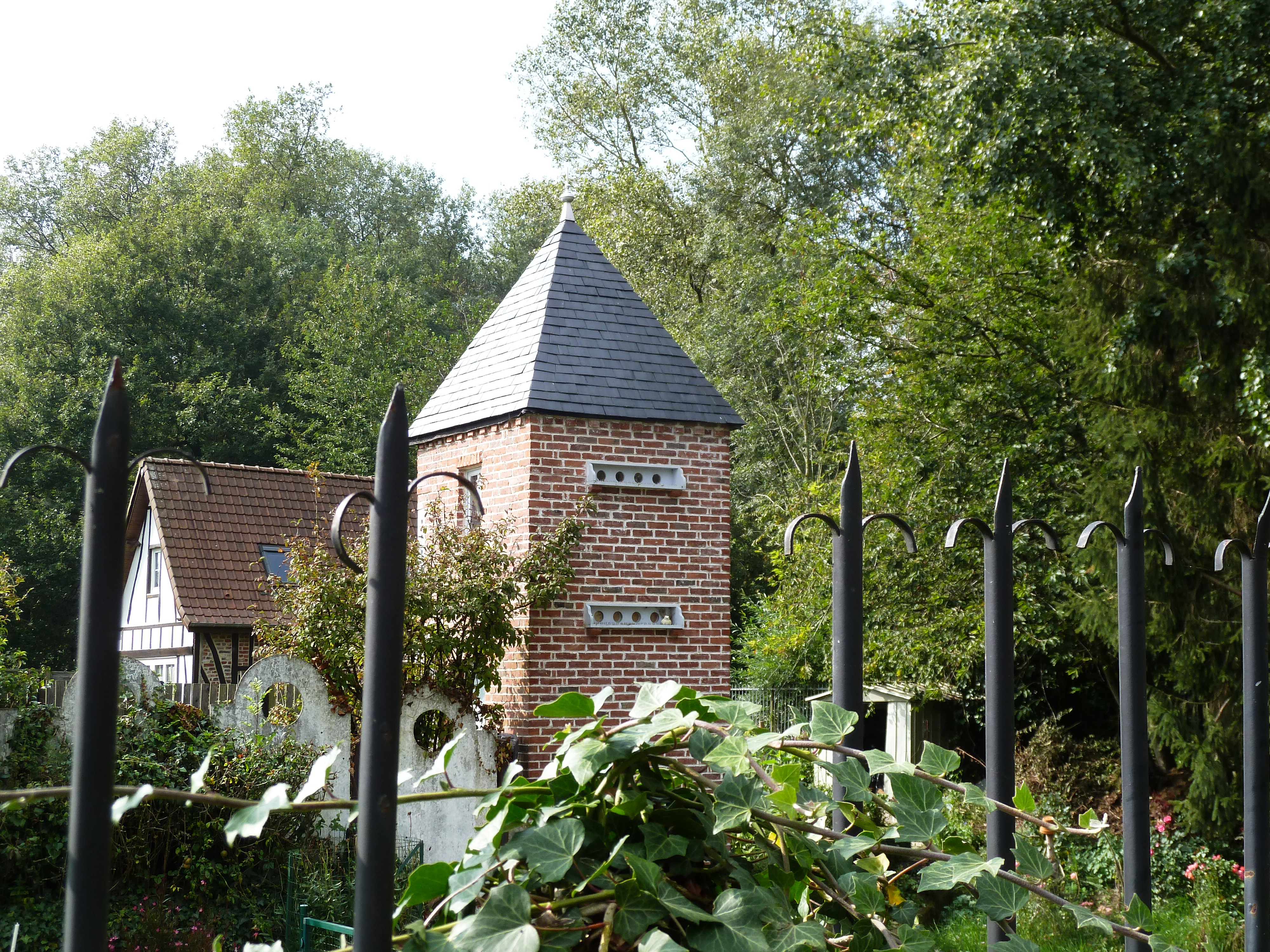
pigeonnier remarquable

De 2009 à 2022, Terdeghem a fait partie du réseau Village Patrimoine, coordonné par les Pays de Flandre. Ce label n'est désormais plus actif en flandre intérieure.

## Fête communale
- Ducasse le 3e dimanche de juin.

## Personnalités liées à la commune
Depuis peu, Terdeghem compte parmi ses habitants 'Pierre Snaet', auteur, compositeur, interprète. Mais aussi animateur du Bal des Marmots - un orchestre qui fait danser les petiots. Il est notamment l'auteur du Ska des playmobils, qui fait sauter les enfants "bras tendus et jambes immobiles".

## Pour approfondir